# Blagoy Georgiev
Blagoy Georgiev (Sofia, 21 de desembre de 1981) és un exfutbolista búlgar, que ocupava la posició de migcampista.
Va començar a destacar a l'Slavia Sofia. Posteriorment ha jugat al Deportivo Alavés, Estrella Roja de Belgrad, MSV Duisburg, de nou l'Slavia i Terek Grozny.
Ha estat internacional amb el seu país en 38 ocasions, marcant cinc gols.